# Oosthem (buurtschap)
Oosthem (Fries: Easthim) is een buurtschap in de gemeente Súdwest-Fryslân, in de Nederlandse provincie Friesland. Oosthem ligt ten noordwesten van Bolsward en ten zuidoosten van Witmarsum aan een doodlopende zijweg van de Easthimmerwei, in de Oosthemmerpolder en bestaat uit een tweetal boerderijen.

## Geschiedenis
Oorspronkelijk was Oosthem via de Pannekoeksterweg verbonden met Witmarsum maar in de loop van de twintigste eeuw werd er een weg aangelegd tussen Witmarsum en Bolsward langs Oosthem, en verdween de verbinding met De Pannekoeken.
De buurtschap werd in 1525 vermeld als Oestheem, in 1543 als Aesthem en vanaf de 17e eeuw Oosthem. De plaatsnaam gaat mogelijk terug op het feit dat de plaats in een inham of baai aan de oostzijde van de Marneslenk was gelegen.
Steden: Bolsward · Hindeloopen · IJlst · Sneek · Stavoren · Workum

Dorpen en gehuchten: Abbega · Allingawier · Arum · Blauwhuis · Bozum · Breezanddijk · Britswerd · Burgwerd · Cornwerd · Dedgum · Deersum · Edens · Exmorra · Ferwoude · Folsgare · Gaast · Gaastmeer · Gauw · Goënga · Greonterp · Hartwerd · Heeg · Hemelum · Hennaard · Hichtum · Hidaard · Hieslum · Hommerts · Idsegahuizum · IJsbrechtum · Indijk · It Heidenskip · Itens · Jutrijp · Kimswerd · Kornwerderzand · Koudum · Kubaard · Loënga · Lollum · Longerhouw · Lutkewierum · Makkum · Molkwerum · Nijhuizum · Nijland · Offingawier · Oosterend · Oosterwierum · Oosthem · Oppenhuizen · Oudega · Parrega · Piaam · Pingjum · Poppingawier · Rauwerd · Rien · Roodhuis · Sandfirden · Scharl · Scharnegoutum · Schettens · Schraard · Sijbrandaburen · Terzool · Tirns · Tjalhuizum · Tjerkwerd · Uitwellingerga · Waaxens · Warns · Westhem · Wieuwerd · Witmarsum · Wolsum · Wommels · Wons · Woudsend · Zurich

Buurtschappen: Abbegaasterketting · Anneburen · Arkum · Atzeburen · Baarderburen · Baburen · Bernsterburen · De Bieren · De Blokken · De Hel · De Grits · De Kat · De Klieuw · De Polle · De Wieren · Dijksterburen · Doniaburen · Draaisterhuizen · Driehuizen · Eemswoude · Engwerd · Engwier · Exmorrazijl · Feyteburen · Flansum · Galamadammen · Gooium · Grauwe Kat · Grote Wiske · Grotewierum · Harkezijl · Hayum · Hemert · Hidaarderzijl · Hoekens · Hornsterburen · Idzega · Idserdaburen · Indijk (Bozum) · Jet · Jonkershuizen · Jousterp · Jouswerd · Kampen · Kleine Gaastmeer · Kleine Wiske · Kleiterp · Kooihuizen · Koufurderrige  · Kromwal · Koudehuizum · Laaxum · Laad en Zaad · Lippenwoude · Lytshuizen · Makkum (Bozum) · Meilahuizen · Montsamaburen · Nijeburen · Nijeklooster · Nijezijl · Oosthem (Witmarsum) · Osingahuizen · Piekezijl · Remswerd · Rijtseterp · Scharneburen · Schrok · Sieswerd · Sjungadijk · Smallebrugge · Sotterum · Speers  · Strand · Swaanwerd · Swarte Beien · Tsjerkebuorren · Vierhuizen · Viersprong · Vijfhuis · Vissersburen  · Het Vliet· Westerlittens · Wolsumerketting · Wonneburen · Ypecolsga

 Voormalige buurtschappen: Aaksens · Angterp · De Band · Barsum · De Bird · Bittens · Bloemkamp · Bootland · Bovenburen · Doniawier · Goëngamieden · Hiddum · Houw · Knossens · De Nes · Ottenburen · Sandfirderrijp · Slijp · Spijk · De Weeren 

Friesland: Steden en dorpen      Nederland: Provincies · Gemeenten